# Enneapogon spathaceus
Enneapogon spathaceus là một loài thực vật có hoa trong họ Hòa thảo. Loài này được Gooss. mô tả khoa học đầu tiên năm 1934.